# NP-difficile

Diagramma di Eulero-Venn per le classi di complessità P, NP, NP-Completo e NP-hard

In teoria della complessità, i problemi NP-difficili o NP-ardui (in inglese NP-hard, da nondetermistic polynomial-time hard problem, "problema difficile non deterministico in tempo polinomiale") sono una classe di problemi che può essere definita informalmente come la classe dei problemi almeno difficili come i più difficili problemi delle classi di complessità P e NP. Più formalmente, un problema {\displaystyle H} è NP-difficile se e solo se ogni problema NP {\displaystyle L} è polinomialmente riducibile ad {\displaystyle H}, ovvero tale che {\displaystyle L\leq _{T}H\;\;\forall L\in {\text{NP}}}. In altre parole, {\displaystyle L} deve poter essere risolto in tempo polinomiale da una macchina di Turing dotata di un oracolo per {\displaystyle H}. Da questa definizione si ricava che i problemi NP-difficili sono non meno difficili dei problemi NP-completi, che a loro volta sono per definizione i più difficili delle classi P/NP.
La categoria dei problemi NP-difficili, a differenza delle classi P, NP e degli NP-completi, non è limitata per definizione ai soli problemi di decisione; vi appartengono infatti anche problemi di ottimizzazione e di altri generi.
La classe dei problemi NP-difficili ha una grande rilevanza sia teorica che pratica. In pratica, dimostrare che un problema di calcolo è equivalente a un problema notoriamente NP-difficile significa dimostrare che è praticamente impossibile trovare un modo efficiente di risolverlo, cosa che ha molte implicazioni in informatica. Da un punto di vista teorico, lo studio dei problemi NP-difficili è un elemento essenziale della ricerca su alcuni dei principali problemi aperti della complessità.

## Osservazioni
- Dato che i problemi NP-completi sono riducibili l'uno all'altro in tempo polinomiale, e tutti i problemi in NP sono riducibili in tempo polinomiale a problemi NP-completi, si ricava che dato un qualunque problema NP-difficile {\displaystyle H}, tutti i problemi in NP sono riducibili in tempo polinomiale a esso. Di conseguenza, se si trovasse una soluzione in tempo polinomiale a un qualunque problema NP-difficile, questa potrebbe essere utilizzata per risolvere tutti i problemi in NP. Questo dimostrerebbe che {\displaystyle P=NP}. Sebbene non sia ancora stata trovata una dimostrazione, la comunità scientifica ritiene in generale che P ed NP non coincidano.[3]
- Più precisamente: se {\displaystyle P\neq NP}, allora i problemi NP-difficili non hanno soluzione polinomiale. Viceversa, se fosse vero che {\displaystyle P=NP}, da questo non si dedurrebbe la risolubilità polinomiale dei problemi NP-difficili.
- Se un problema di ottimizzazione H ha una versione L, dove L è NP-completo, allora H è NP-difficile;
- Se H appartiene ad NP, allora H è anche NP-completo perché in tal caso la riduzione polinomiale rispetta i criteri di una riduzione tra problemi NP-completi.

## Esempi

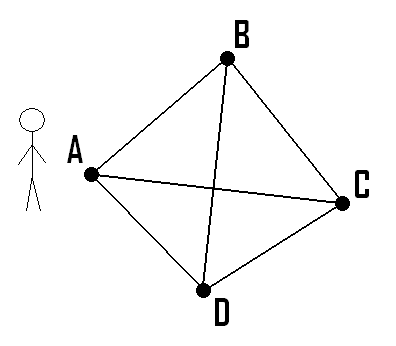
Un tipico problema NP-hard, il calcolo del minimo cammino completo in un grafo

Un esempio di problema NP-difficile è il problema di decisione noto come problema delle somme parziali o "SUBSET-SUM", e che corrisponde alla domanda: dato un insieme di interi, c'è almeno un suo sottoinsieme che ha come somma algebrica zero? Un celebre problema di ottimizzazione NP-difficile, che ha anche una fortissima valenza pratica, è quello di trovare il cammino hamiltoniano che unisce due punti su un grafo.
Ci sono problemi decisionali che sono NP-difficili ma non NP-completi, in questa classe rientrano i problemi che sono in EXPTIME, cioè tutti quei problemi decisionali risolvibili da una macchina deterministica di Turing nel tempo O({\displaystyle 2^{f(n)}}), dove f(n) è una funzione polinomiale. Un problema è NP-hard se tutti i problemi in NP sono riducibili polinomialmente ad esso. Un esempio di problema NP-hard è il problema delle formule booleane soddisfacibili SAT). Si può dimostrare che i problemi NP-completi sono polinomialmente riducibili a questo problema (una dimostrazione è nota per esempio per 3sat). Ci sono tuttavia anche esempi di problemi che sono NP-difficili, decidibili, ma non NP-completi; un esempio è il problema del riconoscimento del linguaggio TQBF (True Quantified Boolean Formulas).

## Definizione alternativa
Una definizione alternativa di NP-hard che è spesso usata restringe NP-Hard a problemi decisionali e quindi usa la riduzione polinomiale al posto della riduzione di Turing. Così, formalmente un linguaggio L è NP-hard se {\displaystyle \forall L^{\prime }\in \mathbf {NP} ,L^{\prime }\leq _{p}L}.

## Convenzioni sulla nomenclatura della famiglia NP
La nomenclatura dei problemi NP è confusa: i problemi NP-ardui non sono in NP, nonostante vengano etichettati con tale nome.  Nonostante questa contraddizione verbale, tale nome è ormai di uso comune. D'altro canto, il sistema di nomenclatura NP- ha un senso più profondo, che fa interesse alla sua classe di complessità generica, denominata anch'essa NP.
- NP-completo - identifica problemi che sono completi dentro NP.
- NP-difficile - identifica problemi che sono almeno complessi quanto quelli in NP (ma non appartengono necessariamente ad NP);
- NP-semplici - identifica problemi che sono al massimo complessi quanto quelli in NP (ma non appartengono necessariamente ad NP);
- NP-equivalenti - identifica problemi che sono esattamente equivalenti ad NP, (ma non appartengono necessariamente ad NP);